# Choque de reyes
Choque de reyes (A Clash of Kings) es el segundo libro de la saga de fantasía épica Canción de hielo y fuego del escritor George R. R. Martin. La obra original fue publicada en noviembre de 1998 en Reino Unido y la traducción al español llegó en abril de 2003. Este volumen de la saga continúa con el estilo de su predecesor: múltiples protagonistas, personajes ambiguos en sus intenciones y con personalidad compleja, giros inesperados de la trama y sutiles elementos mágicos que irán ganado intensidad en los volúmenes siguientes.

## Escenario
La acción de la novela Choque de reyes transcurre mayoritariamente en el continente ficticio de Poniente y en una época semejante a la Edad Media europea. Allí, en cambio, las estaciones duran años y a veces incluso décadas.

## Resumen del argumento
Choque de reyes continúa donde acabó Juego de tronos.
El libro se plantea en un comienzo con el prólogo, en el cual se nos da a conocer más de cerca a personajes que van a ser determinantes para la historia de este libro, como Davos Seaworth, Melisandre y el propio Stannis Baratheon y también se plantea la cuestión del cometa rojo que es interpretado por todas las facciones que forman parte de la guerra civil la cual se ha extendido por Poniente y pasa a conocerse como la Guerra de los Cinco Reyes. Mientras, la Guardia de la Noche envía un grupo de reconocimiento al norte en la Gran Exploración de Mormont, más allá del muro. A su vez, en el lejano este, Daenerys Targaryen dirige a su khalasar para volver a los Siete Reinos para conquistarlos, pero en el camino se encuentra con tres personajes misteriosos.

### En los Siete Reinos
La guerra civil entre las casas nobles de los Stark, los Lannister y los Baratheon se complica todavía más con la entrada en escena de la casa Greyjoy. Los intentos de Robb Stark de aliarse con los Greyjoy fallan hasta el punto que estos lanzan una ofensiva masiva a lo largo de la costa oeste del Norte. En Invernalia, el hermano pequeño de Robb, Bran, está al mando y conoce a dos nuevos amigos, Jojen y Meera Reed que llegan de la Atalaya de Aguasgrises y se interesan por sus extraños sueños.
Stannis Baratheon se autoproclama Rey de Poniente aconsejado por Melisandre, la sacerdotisa roja. Furioso porque su hermano Renly Baratheon también haya reclamado el trono, Stannis decide asediar el castillo de Renly, Bastión de Tormentas, y forzar así a su hermano a marchar hacia el este para defenderlo. Catelyn Stark se une a un parlamento entre Renly y Stannis para discutir una posible alianza de Stark y Baratheon con su mutuo enemigo, los Lannister. La negociación termina en desacuerdo y Renly decide usar su ejército, inmensamente mayor que el de su hermano, para acabar con él al día siguiente; pese a todo, una sombra misteriosa mata a Renly en su tienda antes de que dé comienzo la batalla. Dos personas presencian el asesinato: Catelyn y la guerrera Brienne de Tarth pero ambas huyen del lugar del crimen para salvar sus vidas. La mayor parte de los que apoyaban a Renly pasan al bando de Stannis excepto los Tyrell, y Bastión de Tormentas sólo cae cuando Melisandre crea otra sombra mágica para matar al castellano de la fortaleza.
En Desembarco del Rey, Tyrion Lannister ejerce de Mano del Rey, el consejero real de más confianza. Mientras conspira contra su hermana Cersei, viuda del anterior rey Robert Baratheon y madre del actual rey Joffrey Baratheon, Tyrion mejora las defensas de la ciudad. Habiendo aprendido la lección de la muerte de Renly, el enano envía a Meñique para negociar con los Tyrell y consigue que Lord Mace Tyrell acepte casar a su hija Margaery con Joffrey. También prepara el matrimonio de la hermana de Joffrey, la princesa Myrcella Baratheon, con Trystane Martell a cambio del apoyo de su casa a la corona. Sansa recibe de Ser Dontos una amatista de Asshai y él le promete que la ayudará a escapar durante la boda de Joffrey. 
Aprovechando que las defensas de Invernalia son precarias, Theon Greyjoy captura la ciudad y toma a Bran y Rickon Stark como rehenes. Mientras, su hermana Asha sugiere que arrase la fortaleza y se marche antes de que las casas que apoyan a los Stark la reclamen, pero Theon se niega. Un día Bran y Rickon desaparecen y Theon finge que los ha hecho ejecutar usando las cabezas empaladas de dos niños de la misma edad. Posteriormente algunas casas vasallas de los Stark atacan el castillo pero la Casa Bolton les da la espalda: rechaza el ataque y les causa grandes daños en sus filas. Theon abre la puerta a sus supuestos aliados pero estos se vuelven contra él y el pequeño contingente de Greyjoys que controlan la ciudad. Así, Invernalia es arrasada hasta los cimientos y los Bolton vuelven a su hogar, Fuerte Terror. Bran y Rickon salen entonces de su escondrijo y junto con Hodor, Meera, Jojen y la sirvienta Osha deciden viajar hacia el Muro.
Por su parte, Robb Stark dirige su ejército hacia Occidente, al territorio de la casa Lannister, donde gana varias batallas. Tywin Lannister avanza a regañadientes a su encuentro pero sus intentos de acabar con Robb fallan y su ejército marcha rápidamente hacia el sur para unirse a sus nuevos aliados, los Tyrell.
Arya Stark, bajo el nombre masculino de Arry, continua su viaje hacia el Norte junto a los nuevos reclutas de la Guardia de la Noche pero son atacados por soldados Lannister y los llevan a Harrenhal. Allí Arya trabaja de sirvienta y salva la vida de uno de los reclutas cautivos, Jaqen H'ghar. Él antes de escaparse la recompensa matando a los tres hombres que ella decide y le regala una extraña moneda y una frase misteriosa, valar morghulis, que deberá usar si alguna vez desea encontrarlo. Más tarde Roose Bolton conquista el castillo y Arya se convierte en su paje poco antes de escapar de allí con algunos de los otros reclutas de la Guardia de la Noche.
El ejército de Stannis Baratheon llega a Desembarco del Rey y lanza un ataque por tierra y mar contra la ciudad conocido como la Batalla del Aguasnegras. Bajo el mando de Tyrion Lannister, y gracias a los refuerzos de las tropas de los Tyrell y Tywin Lannister consiguen rechazar el ataque. El enano sale malherido de la batalla como consecuencia de un ataque de Mandon Moore, uno de los guardaespaldas del rey Joffrey que trata de asesinarlo. Stannis consigue escapar con sólo unos miles de soldados y unos pocos navíos.

### En el Muro
La Guardia de la Noche avanza hacia el norte más allá del Muro y se adentran en la región conocida como el Bosque Encantado. Se detienen en el Torreón de Craster, dónde un salvaje llamado Craster sirve de informante para la Guardia. Después siguen hacia el norte para colocarse en un enclave desde donde preparar una buena defensa en caso de verse atacados. Ese sitio es el Puño de los Primeros Hombres y sirvió como fortín miles de años atrás. Preocupado por las actividades del Rey-más-allá-del-Muro Mance Rayder, el lord comandante Mormont envía a Jon Nieve y a Qhorin Mediamano en una misión de reconocimiento hacia el Paso Aullante.
Jon Nieve y Mediamano descubren que desde Paso Aullante hay mucho movimiento de las hordas de salvajes en las montañas y se ven rodeados por un grupo de guerreros salvajes que los hacen prisioneros. Entonces Qhorin ordena a Nieve que se haga pasar por desertor de la Guardia y se infiltre entre los salvajes y descubra sus planes. Para ello Jon debe luchar a muerte con Mediamano, a quien mata con la ayuda de su lobo albino, Fantasma. Así Jon consigue descubrir que Rayder ya está avanzando hacia el Muro con un ejército de varias decenas de miles de salvajes.

### En el Este
Daenerys Targaryen avanza hacia el oeste a través de la llanura roja acompañada del caballero Jorah Mormont, herido en la cadera tras defender a Daenerys, unos pocos seguidores leales y sus tres dragones recién nacidos. Encuentran una ruta segura hacia la gran ciudad comercial de Qarth a través de las ruinas de una antigua ciudad blanqueada por el desierto. Tras encontrar fuentes de agua y alimento, manda a sus jinetes de sangre en tres direcciones para explorar el terreno y Kovarro trae a tres personajes singulares (un brujo de Qarth, Pyat Pree; la misteriosa mujer de la máscara roja, Quaithe; el rico comerciante de especias Xaro Xhoan Daxos) para admirar a la reina dragón. Una vez dirigida a Qarth, Daenerys busca una alianza con los poderosos señores de la ciudad y así asegurarse su apoyo en su conquista de Poniente, pero no la consigue ya que lo único que parece interesarles de Daenerys son sus dragones. Más tarde, la joven reina busca ayuda del consejo de brujos de la ciudad, los Trece, y para hacerlo debe entrar en la Casa de los Eternos. Allí, le muestran vagas profecías a la vez que amenazan su vida. Cuando Daenerys se encuentra en peligro, su dragón Drogon quema a Pyat Pree, que intenta asesinarla, reduciendo a cenizas hasta los cimientos de la casa de los Eternos, y por ello es expulsada de la ciudad. En el puerto de Qarth, intentan asesinarle pero dos desconocidos le salvan y se presentan como agentes del magíster Illyrio Mopatis: el soldado eunuco Belwas el Fuerte y su escudero, un viejo guerrero llamado Arstan Barbablanca. Junto con ellos, Illyrio le envía tres barcos para llevarla hasta la ciudad de Pentos.

## Personajes
Choque de Reyes está dividida en setenta capítulos, narrado desde la perspectiva de diez personajes:
| Nombre             | Localización                      | Resumen |
| ------------------ | --------------------------------- | --- |
| Cressen            | Rocadragón                        | Protagonista del prólogo de la obra, Cressen es el anciano maestre de Rocadragón y tutor del pretendiente Stannis Baratheon, así como lo fue de sus hermanos Robert y Renly. Cressen es un hombre preocupado por la excesiva influencia que la sacerdotisa Melisandre ejerce sobre su pupilo, de manera que ingenia una estratagema para poder eliminarla, sin embargo, no contará con los extraños poderes de la sacerdotisa. |
|                    |                                   | |
| Arya Stark         | Tierras de los Ríos               | Arya escapa de Desembarco del Rey en compañía de Yoren, el reclutador de la Guardia de la Noche. Sin embargo, por el camino resultan atacados por hombres de la Casa Lannister y Arya es capturada por los hombres de Ser Gregor Clegane y llevada al bastión de Harrenhal, donde será testigo y sufrirá los tormentos de la guerra, así como la crueldad de los hombres de la Montaña. |
|                    |                                   | |
| Sansa Stark        | Desembarco del Rey                | Sansa es mantenida como rehén en la Fortaleza Roja. Si bien sigue siendo la prometida del, ahora rey, Joffrey Baratheon, comienza a sufrir los abusos y humillaciones de este, siendo testigo de la verdadera naturaleza del rey. Pocos serán los que se apiaden de la desdichada joven, incluyendo al despiadado y áspero Sandor Clegane, o a la nueva Mano del Rey, Tyrion Lannister. |
|                    |                                   | |
| Tyrion Lannister   | Desembarco del Rey                | Tyrion Lannister llega a Desembarco del Rey dispuesto a ocupar el cargo de Mano del Rey en funciones, durante la ausencia de su padre. Tyrion mantendrá una lucha de poder con su hermana Cersei, la cual desconfía de las intenciones de su hermano, al creer que trata de manipular a Joffrey. La misión de Tyrion será educar y contener al cruel e imprudente niño-rey, a la vez que trata de descubrir quiénes son leales y quiénes no dentro de la corte de Desembarco del Rey. |
|                    |                                   | |
| Bran Stark         | Invernalia                        | Tras la coronación de su hermano Robb Stark como Rey en el Norte, Bran se convierte en Príncipe de Invernalia y gobierna la fortaleza ancestral de los Stark en ausencia de su hermano mayor. Bran comienza a experimentar extraños sueños y visiones, lo que Jojen Reed interpreta como sueños proféticos, los cuales se convierten en realidad con la llegada de los Hombres del Hierro de Theon Greyjoy. |
|                    |                                   | |
| Jon Nieve          | Más allá del Muro                 | Jon es uno de los miembros de la gran expedición que el Lord Comandante Jeor Mormont efectúa más allá del Muro para descubrir las intenciones de los salvajes. Tras decidir dónde deposita su auténtica lealtad, Jon se une a la partida de Qhorin Mediamano, la cual se dirige hacia las montañas para explorar, el lugar donde conocerá a la ardiente y testaruda Ygritte. |
|                    |                                   | |
| Catelyn Tully      | Tierras de los Ríos               | Tras la ejecución de su esposo, su hijo mayor, Robb, es coronado como Rey en el Norte por sus señores. Catelyn se muestra angustiada ante el futuro de su hijo, dudando de si está preparado para la gran responsabilidad que se le ha depositado. Catelyn se convierte en la principal consejera y confidente de su hijo, actuando como intermediaria ante Renly Baratheon, hermano del difunto rey Robert y uno de los pretendientes al Trono de Hierro. |
|                    |                                   | |
| Davos Seaworth     | Rocadragón Tierras de la Tormenta | Davos Seaworth es un pequeño señor, vasallo de Stannis Baratheon, pretendiente al Trono de Hierro después de declarar a los hijos de Robert y Cersei como bastardos fruto del incesto. Davos observa con desconfianza las acciones de su señor, así como la influencia de la sacerdotisa Melisandre, sin embargo, actuará con absoluta dedicación y lealtad en favor de la pretensión de su señor Stannis, hasta el punto de dudar sobre si las acciones que realizan son correctas o no. |
|                    |                                   | |
| Theon Greyjoy      | Islas del Hierro Invernalia       | Único hijo superviviente de Balon Greyjoy, señor de las Islas del Hierro, Theon llega a las Islas del Hierro como enviado de Robb para negociar un acuerdo entre su padre y este. Theon llega dispuesto a reencontrarse con su padre, sin embargo, lo que se encuentra es un recibimiento frío y escéptico, con un padre que desconfía de las capacidades y lealtades de su hijo, lo que hará a Theon enfrentarse en una lucha consigo mismo para descubrir quién es en realidad y a quién quiere seguir. Su decisión la toma en el instante en el que decide mantenerse fiel a su padre y partir hacia el Norte con un ambicioso objetivo en mente. |
|                    |                                   | |
| Daenerys Targaryen | Qarth                             | Tras arrojarse a la pira de su difunto esposo, junto a Daenerys eclosionaron sus tres huevos de dragón, naciendo así Drogon, Viserion y Rhaegal. Con solo un puñado de leales, incluyendo al caballero exiliado Jorah Mormont, Daenerys cruza el inhóspito Desierto Rojo y llega a la ciudad de Qarth, donde se hospeda bajo la hospitalidad de Xaro Xhoan Daxos y donde tendrá que lidiar con la ambición y las pérfidas intenciones de los nobles de Qarth. |

## Premios y nominaciones
Esta novela fue la ganadora de los siguientes premios:
- 1999: Premio Locus a la mejor novela de fantasía.[2]
- 2004: Premio Ignotus a la mejor novela extranjera.[3]

También fue nominada al premio Nébula de 2000 en la categoría de mejor novela.
Choque de reyes alcanzó el puesto número 4 de la lista de Best Sellers del New York Times durante la semana del 10 de julio de 2011.